# Preoccupations
Preoccupations – kanadyjski zespół post-punkowy, założony w Calgary, Alberta w 2012 roku pod nazwą Viet Cong. Grupa składa się z dwóch byłych członków zespołu rockowego Women, wokalisty/basisty Matta Flegela i perkusisty Mike’a Wallace’a, oraz gitarzysty Scotta Munro i Daniela Christiansena. Styl muzyczny grupy określono jako „labiryntyczny post-punk”.

## Historia

### Formacja iViet Cong(2012–2015)
W 2010 roku zespół Women zawiesił działalność w wyniku bójki na scenie. Gitarzysta tegoż zespołu Christopher Reimer zmarł w 2012 roku. Po śmierci Reimera i rozpadzie Women, Flegel grający na basie zdecydował o założeniu nowego zespołu z Munro, gitarzystą występującym na koncertach Chad VanGaalen. Zaangażowali również byłych członków Women – perkusistę Wallace’a i gitarzystę Christiansena (drugi był członkiem cover-bandu Black Sabbath z Flegelem i Wallace’em).
Debiutancka epka zespołu, wydana własnym nakładem kaseta została wypuszczona w 2013 roku.
Zespół wystąpił na festiwalu SXSW w 2014, i podpisał kontrakt płytowy z kanadyjskim labelem Flemish Eye. Kaseta zespołu została wydana ponownie na winylu przez Mexican Summer 8 lipca 2014.
Zespół wypuścił swój debiutancki album, Viet Cong, 20 stycznia 2015 nakładem wytwórni Jagjaguwar oraz Flemish Eye. Zespół ogłosił plany północno-amerykańską i europejską trasę koncertową promującą album.

### Zmiana nazwy
Zespół często mierzył się z kontrowersjami powodowanymi nazwą, włączając oskarżenia o zarówno rasizm, jak i zawłaszczenie z powodu powiązań z wietnamskimi bojówkami. W marcu 2015 zespół miał wystąpić w Oberlin College, jednak koncert został odwołany z powodu „obraźliwej nazwy”.
We wrześniu 2015, zespół ogłosił zamiar zmiany nazwy wpisem na swojej stronie na portalu Facebook, „Jesteśmy zespołem, który chce tworzyć i grać muzykę dla swoich fanów. Nie jesteśmy tutaj aby przysparzać cierpienia czy przypominać ludziom okrucieństwa przeszłości”. Dnia 29 marca 2016, kanadyjski magazyn muzyczny Exclaim! napisał, że zespół wciąż rezerwuje koncerty pod nazwą Viet Cong, i uruchomił licznik na swojej stronie liczący dni ile minęło odkąd zespół obiecał zmienić nazwę.
21 kwietnia 2016, Flegel ogłosił w wywiadzie dla magazynu Pitchfork, że zespół od tej pory będzie występował i nagrywał pod nazwą „Preoccupations”.

### Preoccupations(od 2016)
Drugi studyjny album zespołu Preoccupations został wydany dnia 16 września 2016, otrzymał ocenę 7.9 w serwisie Pitchfork.

## Styl muzyczny
Styl grupy określano głównie jako „post-punk”. Debiut zespołu opisano jako kombinacja „zawodzących post-punkowych wokali, odlegle brzmiących harmonii a la psychodelia ery Nuggets, noise rock, oraz instrumentalizacjami w stylu Blade Runner”.

## Członkowie zespołu
- Matt Flegel – bass, wokale
- Mike Wallace – perkusja
- Scott „Monty” Munro – gitara, syntezatory
- Daniel Christiansen – gitara

## Dyskografia

### Albumy studyjne
- Viet Cong (2015, Flemish Eye/Jagjaguwar)
- Preoccupations (2016, Flemish Eye/Jagjaguwar)

### EP
- Cassette cassette EP (2013, własny nakład)
- Cassette 12" EP (2014, Mexican Summer)

### Single
- „Throw It Away” (2013, własny nakład)
- „Continental Shelf” (2014, Jagjaguwar)
- „Anxiety” (2016, Jagjaguwar)
- „Degraded” (2016, Jagjaguwar)
- „Memory” (2016, Jagjaguwar)